# Vincenzo A. Sagun
Vincenzo A. Sagun là một đô thị cấp năm ở tỉnh Zamboanga del Sur, Philippines. Theo điều tra dân số năm 2000, đô thị này có dân số 19.072 người trong 3.679 hộ.

## Các đơn vị hành chính
Vincenzo A. Sagun, về mặt hành chính, được chia thành 14 khu phố (barangay).
- Ambulon
- Bui-os
- Cogon
- Danan
- Kabatan
- Kapatagan
- Limason
- Linoguayan
- Lumbal
- Lunib
- Maculay
- Maraya
- Sagucan
- Waling-waling